# Tölgyfa-kéreggomba
A tölgyfa-kéreggomba (Diatrypella quercina) a Diatrypaceae családba tartozó, Európában és Észak-Amerikában honos, tölgyek elhalt ágain élő, nem ehető gombafaj. 

## Megjelenése
A tölgyfa-kéreggomba termőtestpárnája (sztróma) 1,5-2,5 mm átmérőjű, 0,8-1,2 mm-re párnásan kiemelkedő, nagyjából kerek foltokat képez az ágakon. Színe fekete, sötétbarna vagy vörösesbarna; a sötét felszíni réteg lefelé, a fakéreg anyagában is folytatódik a fáig, majd annak mentén továbbterjed a szomszédos termőtestpárnáig. Felszíne a spóratermű peritéciumok nyílásaitól pontozott. 
Húsa szürkésbarna, benne jól elkülönülnek a feketés, 0,35-0,75 mm-es kerek vagy tojásdad (vagy némileg szögletes ha a szomszédos peritéciumok összenyomódnak) peritéciumok. Szaga és íze nem jellegzetes. 
Az aszkuszok 80-115 x 12-14 µm-esek, bunkó vagy keskeny orsó alakúak, hosszú nyelűek, csúcsuk lekerekített. Az aszkospórák 7,7-10 x 2,1-2,6 µm-esek, erősen íveltek, néha szinte félkör alakúak, világosbarnák, simák, vékony falúak.

### Hasonló fajok
A sarkos kéregtörőgomba vagy a pénzecske-ripacsgomba hasonlít hozzá.  

## Elterjedése és termőhelye
Európában és Észak-Amerikában honos.
Tölgyek elhalt, korhadó ágainak kérgén található meg. A termőtest egész évben látható. 

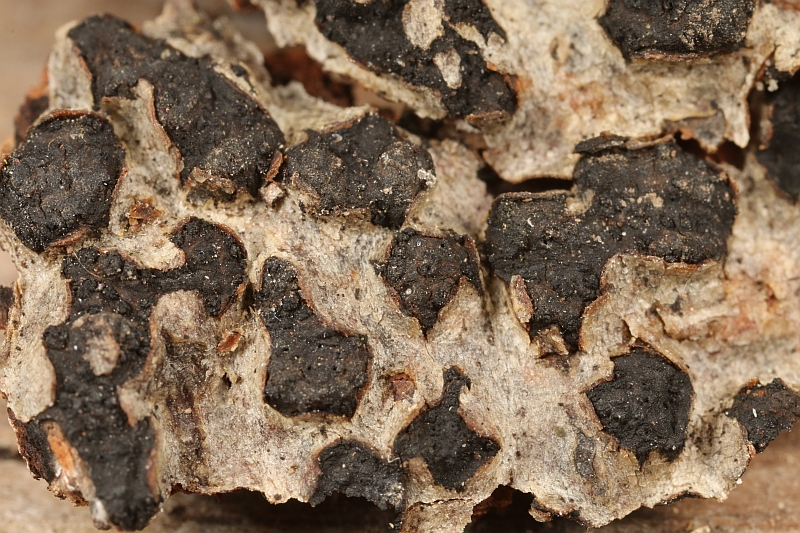
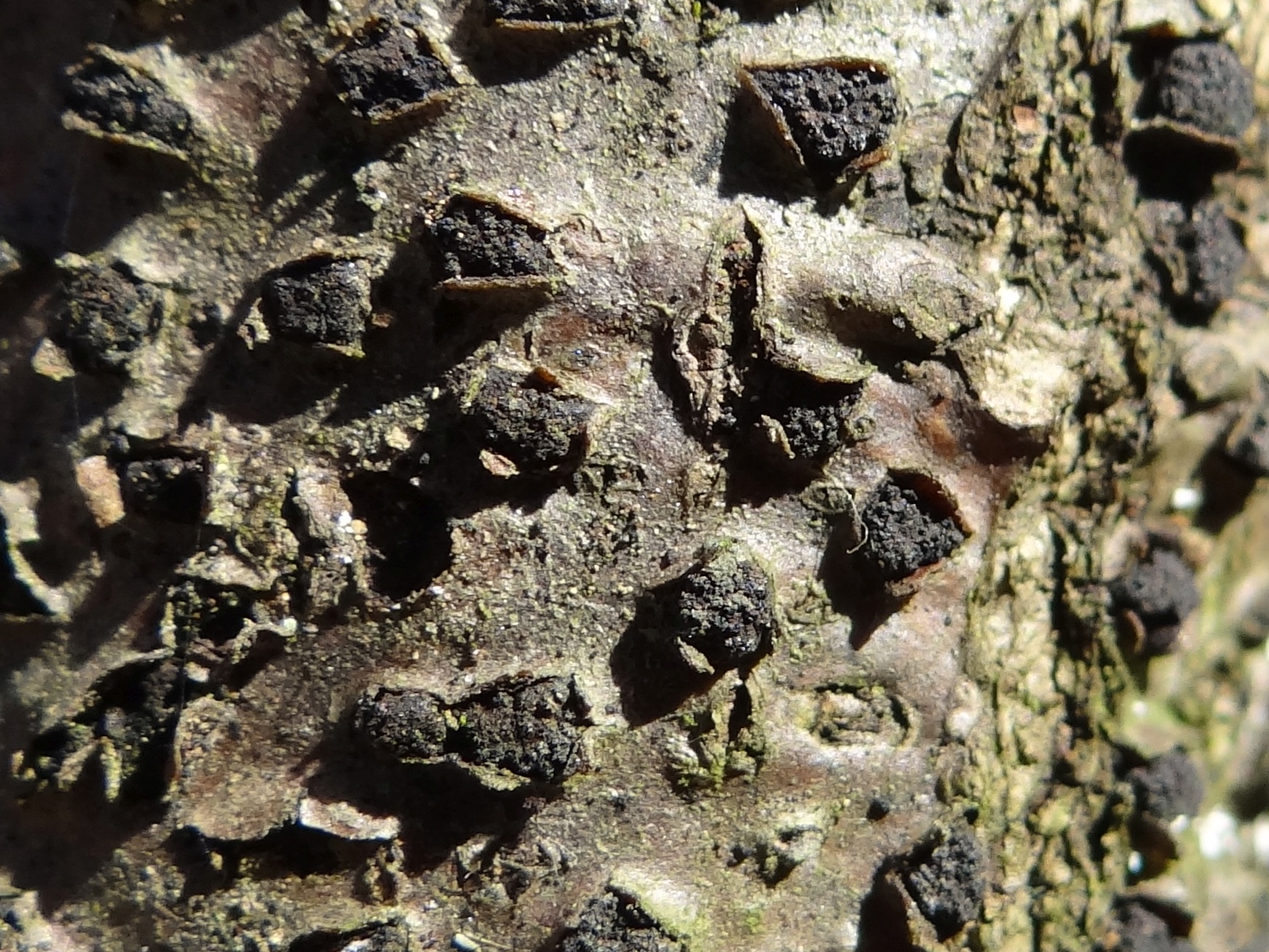
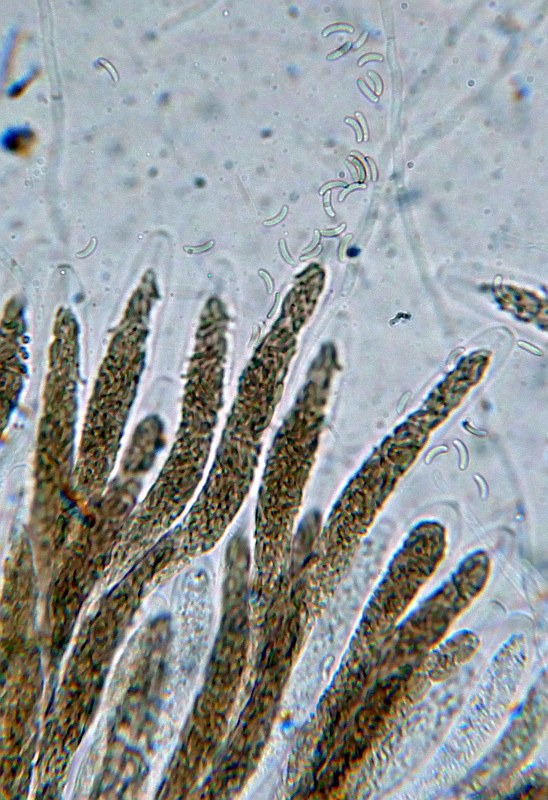

Nem ehető.    